# Une lecture d'Homère
Une lecture d'Homère – en anglais A Reading from Homer – est un tableau réalisé en 1885 par le peintre britannique Lawrence Alma-Tadema. De format horizontal, cette peinture à l'huile sur toile représente un jeune poète lisant Homère à un public de la Grèce antique, dans un espace extérieur en marbre en surplomb de la mer. L'œuvre est conservée depuis 1924 au Philadelphia Museum of Art, à Philadelphie, en Pennsylvanie, aux États-Unis.

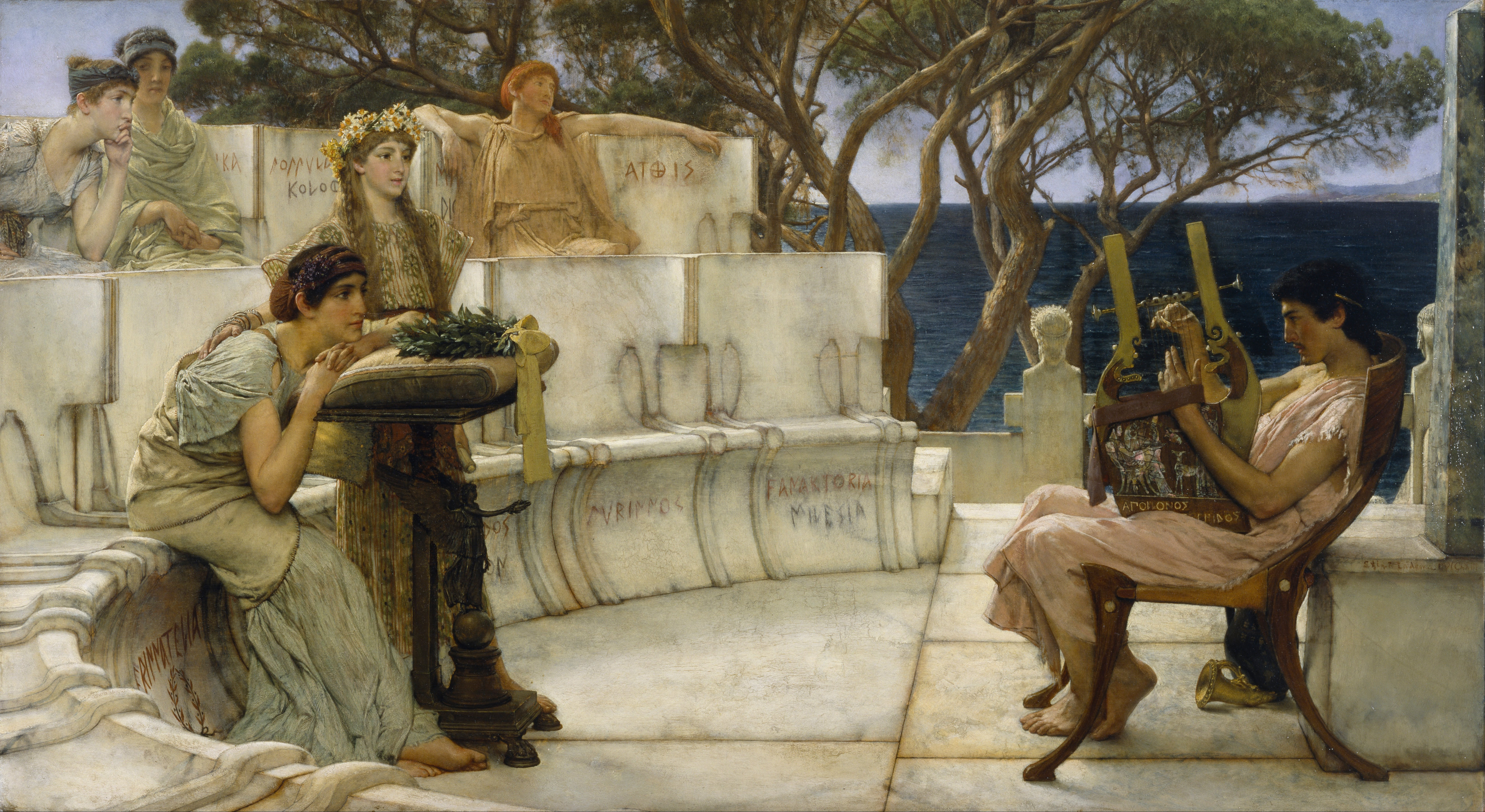
Sappho et Alcée, 1881 – Walters Art Museum, Baltimore.